# Zosteria rubens
Zosteria rubens är en tvåvingeart som beskrevs av Daniels 1987. Zosteria rubens ingår i släktet Zosteria och familjen rovflugor. Inga underarter finns listade i Catalogue of Life.